# Liste der Arbeitslager in Hubei
Umerziehung durch Arbeit ist ein System von Arbeitslagern in der Volksrepublik China.
Diese Liste führt solche Arbeitslager in der Provinz Hubei auf.
| Bezeichnung                               | Unternehmensbezeichnung | Stadt/Kreis              | Dorf/Stadt           | Gründungsjahr | Bemerkungen |
| ----------------------------------------- | ----------------------- | ------------------------ | -------------------- | ------------- | --- |
| Umerziehung durch Arbeit Baiquan          |                         | Wuhan                    |                      |               | |
| Umerziehung durch Arbeit Denglin          | Farm Denglin            | Kreis Xiangbei           |                      | 1990          | Hieß ursprünglich Umerziehung durch Arbeit Xiangbei                                                                 |
| Umerziehung durch Arbeit Guanbuqiao       |                         | Xianyang                 |                      |               | |
| Umerziehung durch Arbeit Haiyang          |                         | Distrikt Hanyang, Wuhan  |                      |               | |
| Umerziehung durch Arbeit Hannan           |                         | Hannan, Wuhan            | Huangjiadun          |               | |
| Umerziehung durch Arbeit Hewan            |                         | Distrikt Hankou, Wuhan   | Luojiazui, Gushaoshu |               | Auch Umerziehung durch Arbeit Provinz Hubei genannt. Arbeit von 6 Uhr morgens bis 2 Uhr nachts (20 Stunden pro Tag) |
| Umerziehung durch Arbeit Huangshi         |                         | Kreis Huangshi           |                      | 1980          | |
| Umerziehung durch Arbeit der Frauen Hubei |                         | Distrikt Wuchang, Wuhan  | Distrikt Hongshan    | Januar 2005   | Hieß früher Umerziehung durch Arbeit der Frauen Shayang Qilihu                                                      |
| Umerziehung durch Arbeit Mianhudun        |                         | Distrikt Dongxihu, Wuhan | Wuzhigou             | 1980er Jahre  | |
| Umerziehung durch Arbeit Shashi           |                         | Distrikt Shashi          |                      | 1983          | |
| Umerziehung durch Arbeit Shayang          | Farm Shayang            | Zhongxiang               | Qilihu               |               | Auch Umerziehung durch Arbeit Qilihu und Umerziehung durch Arbeit Hanyang genannt                                   |
| Umerziehung durch Arbeit Shiyan           |                         | Kreis Shiyan             |                      | 1985          | |
| Umerziehung durch Arbeit Shizishan        |                         | Wuhan                    |                      |               | Hielt Falun-Gong-Gefangene beiderlei Geschlechts                                                                    |
| Umerziehung durch Arbeit Xiangfan         |                         | Xiangyang                |                      |               | |
| Umerziehung durch Arbeit Yichang          |                         | Yichang                  |                      |               | |

## Quelle
- Laogai Handbook (2007–2008). (PDF; 3,5 MB) The Laogai Research Foundation, 2008, abgerufen am 29. Juni 2009.